# 高尾直樹
高尾 直樹（たかお なおき、1960年10月27日 - ）は、日本の歌手、作詞家。神奈川県横浜市出身、血液型はO型。本名同じ。
妹は歌手の高尾のぞみ（Candee）。

## 来歴・人物
1983年から4年間、アメリカミズーリ州の北東ミズーリ大学（現・トルーマン州立大学）へ留学し、英文学の学士号を取得。
帰国後、友人の紹介でCMソングの作詞および仮歌レコーディングを担当したことがきっかけで、CMソング歌手・作詞家として制作活動を始める。
1988年、ギタリストの松原正樹とバンド「TRIFORCE」を結成。
その後はスタジオミュージシャンとして他アーティストに楽曲提供・コーラス参加を行う傍ら、ソロ歌手としてアニメ・特撮作品の楽曲や東京ディズニーリゾートのアトラクション用楽曲を手掛けている。
2002年、広谷順子、比山貴咏史、木戸やすひろ、松下誠らとアカペラユニット「Breath by Breath」を結成。
2011年4月より、洗足学園音楽大学でボーカルの講師を務める
。

## 代表曲
- 熱き星たちよ（1992年、横浜ベイスターズ球団歌） ※「ザ・ベイスターズ」名義
- 聞けば、見えてくる（2000年、TBSラジオテーマソング）

### アニメソング
- 『勇者特急マイトガイン』（1993年）
  - グレート・ダッシュ!!（挿入歌） ※「露湖藻海蔵」名義。露湖藻雷蔵（坂井紀雄）とのデュエット
  - 旋風寺よ永遠なれ 〜KING OF RAILROAD〜（挿入歌）
- 『勇者警察ジェイデッカー』（1994年）
  - もしもあなたに会わなければ（挿入歌）
- 『マッハGoGoGo』（1997年）
  - セーフティ・セブン（挿入歌）
  - Xレーサー（挿入歌）※佐々木久美とのデュエット
- 『スーパーフィッシング グランダー武蔵』（1997年）
  - シャドーグランダー 〜四天王のテーマ〜（挿入歌）
  - 俺の流儀 〜九鬼義隆のテーマ〜（挿入歌）
- 『ポケットモンスター』（1998年）
  - ポケモンマスターへの道（イメージソング(『白い明日だ!ロケット団』収録)）※松本梨香とのデュエット
- 『THE ビッグオー』（1999年）
  - and FOREVER...（ED）※ROBBIE DANZIEとのデュエット
- 『アルジェントソーマ』（2000年）
  - Horizon（ED） ※コーラスユニット「Spehere」の一員として（他メンバーは斉藤妙子、佐々木久美、岩﨑元是）
- 『アソボット戦記五九』（2002年）
  - GOKU the Bandit（挿入歌）
- 『コヨーテ ラグタイムショー』（2006年）
  - COYOTE（OP）※Naoki with Power Sound名義
  - Gospel Swamp（挿入歌）

### 特撮ソング
- 『仮面ライダーJ』（1994年） ※「BYUE」名義[4]
  - 心つなぐ愛（主題歌）
  - Just One Love（イメージソング）
- 『激走戦隊カーレンジャー』（1996年）
  - 白バイ野郎シグナルマン（挿入歌）
  - カーレンジャー輝く（挿入歌）
  - RED ZONE バトルは BIN BIN BIN!（挿入歌）
- 『電磁戦隊メガレンジャー』（1997年）
  - サイバースライダーTMY（ちょメガよろしく）（挿入歌）
  - Don't Stop! メガシルバー（挿入歌）
- 『星獣戦隊ギンガマン』（1998年）
  - うなれ獣撃棒! 獣撃波!（挿入歌）
- 『未来戦隊タイムレンジャー』（2000年）
  - OK! タイムロボ!!（挿入歌）
  - Chase! Chase! Chase!（挿入歌）
  - 真紅の同志 〜タイムファイヤーのテーマ〜（挿入歌）
- 『仮面ライダー龍騎』（2002年）
  - Final edition ドラグランザー・ダークレイダー（イメージソング）

### イメージソング
- 『DARK CAT』（1991年）
  - KEEP ON BURNING
- 『恋人は守護霊!?』（1991年）
  - DON'T YOU WAMT ME?
  - 守護霊狂奏曲 ※宝野アリカとのデュエット
  - 導かれし者 ※声：楚凰（真地勇志）
- 月の砂漠をはるばると（1995年）
  - 落葉の季節
  - ブルームーン

### 子供向け番組・教材
- パジャマでおじゃま（1996年、『おかあさんといっしょ』） ※ジャマーズ名義（メインボーカルとベースパートを担当）
- 竜神まつり起源（2001年、『2001年 運動会用CD』）※若子内悦郎、比山貴咏史、貝田由里子とともに
- ブレーメンのマペットミュージシャン（2002年、『みんなのうた』）※Breath by Breath(比山貴咏史、木戸やすひろ、広谷順子、松下誠とのユニット)として歌唱
- しあわせならてをたたこう（『こどもちゃれんじ』）
- スーパーニンジャ SHADOW（『2006年 うんどう会⑤スーパーニンジャ SHADOW』）※千田真由美とのデュエット

その他、多数

### CMソング
- サッポロ一番『カップスター』（1991年）
- Oh Daring（ビートルズのカバー、日産・レパードCMソング 1996年）

### ゲームソング
- MY DEAR FRIEND, RALLY（1995年、『Sega Rally Championship "Ignition"』 ） - ボーカル

### 提供楽曲
- Yo For It! / FORTY FOUR HYPER（1998年、『ハイパーヨーヨー』オフィシャル テーマソング） - 作詞

## ディスコグラフィ
オリジナルアルバム
- A Voice of Love & Peace（2000年4月21日）

## コーラス編曲
- KinKi Kids
  - いのちの最後のひとしずく
- 工藤静香
  - 声を聴かせて
  - 慟哭
  - わたしはナイフ
  - 終幕
- とんねるず
  - 一番偉い人へ
  - 悪い噂
  - 横須賀ロンリーブルース
  - adlib
  - 踏んづけちまえよ
  - KATSUAGE

他、多数

## 書籍
- コーラス・ブック（2001年11月21日）
- ゲミ（2016年9月1日）

## 出演
- 魅惑のチキルーム "ゲット・ザ・フィーバー"（「東京ディズニーランド」アトラクション） - ダンノの声

- Tip Topイースター(「東京ディズニーシー」ショー) - コーラス音源